# New Delhi
Ne doit pas être confondu avec Delhi.
New Delhi  (en hindi : नई दिल्ली, Naī Dillī), aussi appelée Nouvelle-Delhi, est la capitale de l'Inde. Elle abrite les institutions politiques nationales du pays : le siège du gouvernement de l'Inde, celui du Parlement, les résidences du président, du vice-président, du Premier ministre, et le siège de la Cour suprême.
New Delhi constitue une municipalité de près de 35 millions d'habitants au sein du territoire de Delhi, dont elle est également la capitale et qui compte en tout 16,3 millions d'habitants.
New Delhi est une ville nouvelle créée au début du XXe siècle par la volonté des Britanniques de déplacer la capitale du Raj britannique, alors à Calcutta, vers une position plus centrale et symbolique. Sa construction a été annoncée le 22 mars 1911 par George V lors du durbar. La ville est construite par les architectes Edwin Lutyens et Herbert Baker et inaugurée le 13 février 1931 par le vice-roi lord Irwin.
Elle a été désignée par l'Organisation mondiale de la santé (OMS) comme la ville la plus polluée du monde en 2015.

## Géographie
Située dans le Nord de l'Inde, la capitale indienne se trouve à 238 km au nord-est de Jaipur, à 691 km au sud-est d'Islamabad, à 778 km au nord-est d'Ahmedabad, à 800 km à l'ouest de Kathmandou, à 1 151 km au nord-nord-est de Bombay, à 1 303 km à l'ouest-nord-ouest de Calcutta et à 6 588 km à l'est de Paris. New Delhi constitue une municipalité à l'intérieur du territoire de Delhi. Bien qu'édifiée à proximité de la Yamuna, un affluent du Gange, la municipalité de New Delhi ne borde pas directement cette rivière. La plaine alluviale formée par la Yamuna abrite un sol fertile mais inondable. La capitale indienne se trouve à une altitude moyenne de 216 mètres.

## Histoire

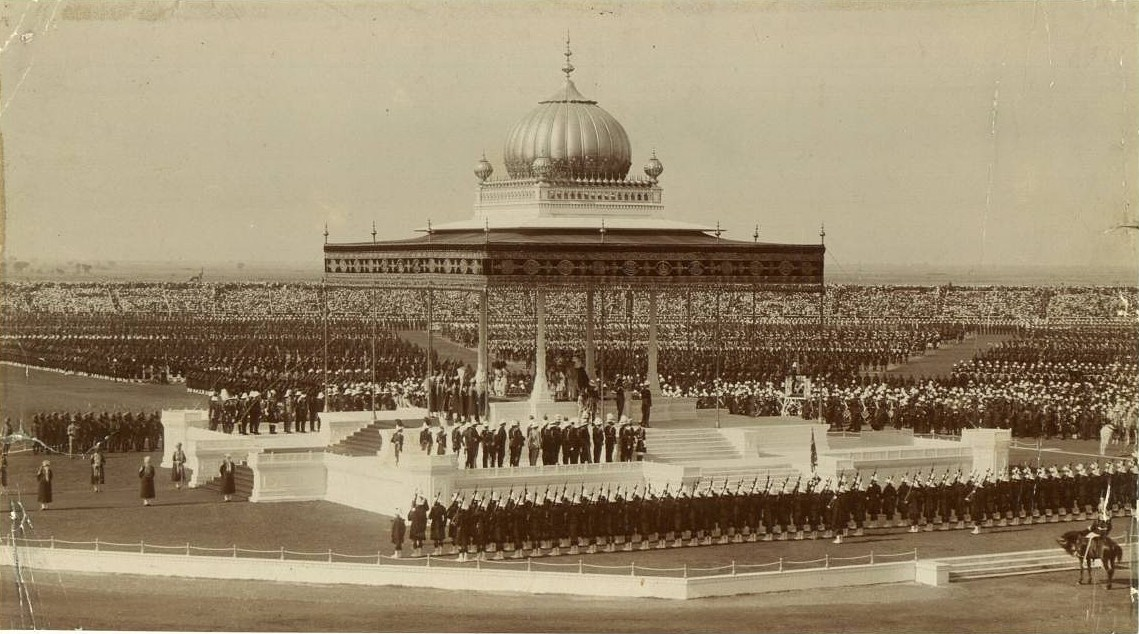
Le durbar de Delhi en 1911.

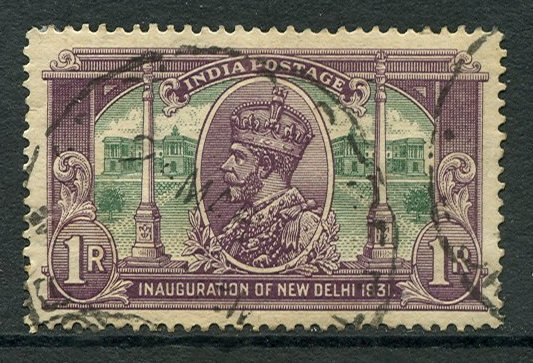
Timbre commémoratif de 1931 pour l'inauguration de New Delhi.

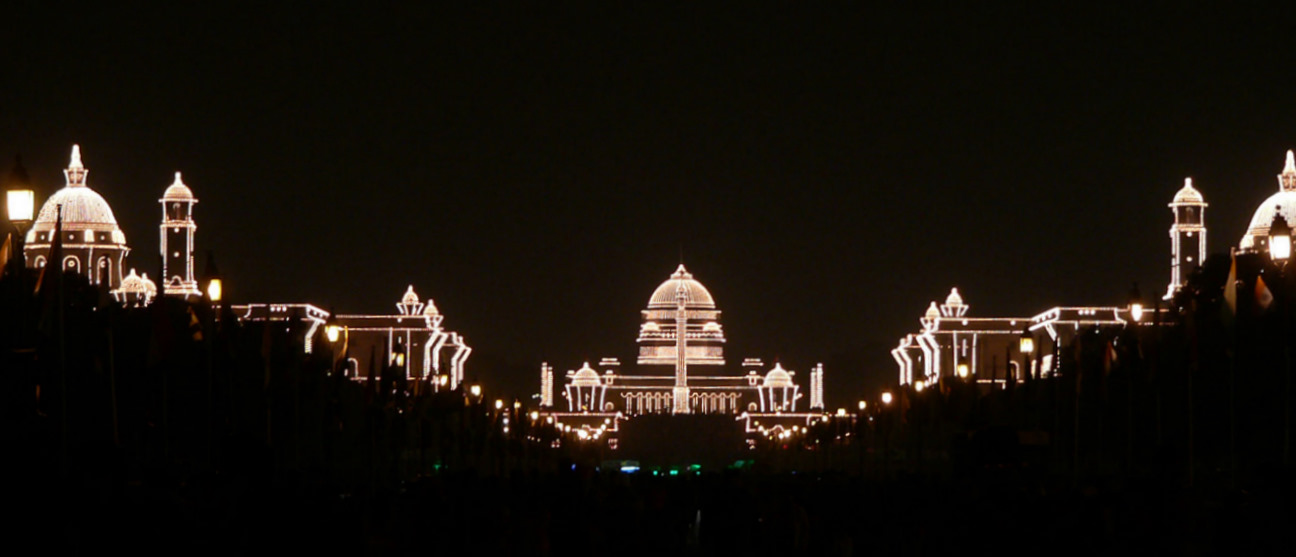
Rashtrapati Bhavan et les bâtiments proches, illuminés pour la Fête de la République.

Delhi a été la capitale de plusieurs empires indiens, notamment du sultanat de Delhi puis de l'Empire moghol (de 1649 à 1857). Au début des années 1900, la proposition est faite de transférer l'administration de l'Empire britannique des Indes de Calcutta, jugée trop excentrée, vers Delhi dont la position plus centrale rendrait l'administration de l'empire plus aisée.
Le 12 décembre 1911, pendant le durbar à Delhi, George V annonce le transfert de la capitale de l'Empire, et pose la première pierre de la résidence du vice-roi à Coronation Park,.
La nouvelle ville est conçue par les architectes britanniques Edwin Lutyens et Herbert Baker, comme un témoignage de la grandeur de l'Empire britannique,.
Le Delhi Town Planning Commitee conçoit des plans pour la ville au nord et au sud de la vieille Delhi. L'axe central – aujourd'hui orienté est-ouest – devait à l'origine être un axe nord-sud, de la résidence du vice-roi à Paharganj. Finalement, en raison des contraintes d'espace et de la présence d'un grand nombre de sites historiques au nord, le comité choisit de construire la ville au sud. La colline Raisina est choisie comme lieu de la résidence du vice-roi (aujourd'hui, Rashtrapati Bhavan) car située à l'opposé de Purana Qila, le « vieux fort », site supposé d'Indraprastha, la capitale des Pandava. Rajpath, la « voie royale », est tracée à l'est de la résidence vers l'India Gate.
La construction ne débute réellement qu'après la Première Guerre mondiale. Une ligne de chemin de fer, l'Imperial Delhi Railway, est construite afin de transporter le matériel et les ouvriers pendant les vingt années du chantier, ainsi qu'une déviation pour la ligne Agra-Delhi, qui coupait alors le chantier au site prévu pour l'India Gate, et la gare de New Delhi, qui ouvre en 1926,.
Les bâtiments du Secrétariat, qui abritent les ministères et flanquent la résidence du vice-roi au nord et au sud de Rajpath, et l'hôtel du Parlement sont conçus par Herbert Baker. En même temps est construite Connaught Place, un quartier commercial conçu par Robert Tor Russell.
La nouvelle capitale est officiellement inaugurée le 13 février 1931 par le vice-roi lord Irwin. Entre 1912 et l'inauguration, l'administration impériale est abritée dans un secrétariat temporaire dans le nord de Delhi. Les fonctionnaires sont logés dans de nouveaux quartiers autour de Gole Market à partir des années 1920. À partir des années 1940, de nouvelles résidences sont construites près des jardins Lodi.
Après l'Indépendance de l'Inde en 1947, New Delhi reçoit une autonomie limitée et est administrée par un commissaire en chef nommé par le gouvernement central. En 1956, elle est intégrée au nouveau territoire de Delhi et le commissaire en chef est remplacé par un lieutenant-gouverneur.
Dans les années 1950, le ministère central des Travaux publics développe une large zone au sud-est de la New Delhi de Lutyens pour créer l'enclave diplomatique de Chanakyapuri, où des terrains sont alloués aux ambassades, hautes commissions et résidences des ambassadeurs.
En décembre 2019, au moins 43 ouvriers meurent dans l'incendie d'une usine.
En février 2020, dans le contexte des manifestations contre l'amendement de la loi sur la citoyenneté, des groupes de nationalistes hindous armés ont attaqué les quartiers à majorité musulmane de New Delhi, faisant 53 morts, des centaines de blessés et de mutilés, et incendiant des milliers de maisons. Le rôle de la police dans ces violences a été dénoncé par les organisations de défenses des droits de l'homme. Amnesty International a ainsi relevé dans un rapport « de graves violations des droits de l’homme », le passage à tabac de manifestants musulmans par les policiers, et la participation de ces derniers aux violences aux côtés des nationalistes hindous.

## Urbanisme

New Delhi au sein du territoire de Delhi.

Avec une surface de 42,7 km2, New Delhi forme une petite partie de l'aire métropolitaine de Delhi.

### Structure urbaine
La majeure partie de New Delhi est une ville planifiée par l'architecte britannique Edwin Lutyens dans l'objectif d'en faire le centre administratif des Indes et un témoignage de la grandeur de l'Empire britannique.
Lutyens, aidé d'autres architectes, conçoit la ville autour de larges avenues construites pour accueillir les parades militaires. La ville est structurée autour de deux axes : le Rajpath (« voie royale ») qui relie Rashtrapati Bhavan à l'India Gate, d'ouest en est ; le Janpath (« voie du peuple »), de Connaught Place au Rajpath, du nord au sud. Lutyens a d'abord souhaité une ville à l'image de New York, avec des rues à angles droits, mais le plan de la ville suit finalement un schéma en triangle, avec des ronds-points, des haies et des allées d’arbres afin de prendre en compte les vents de poussière de la région.
Au cœur de New Delhi se trouve Rashtrapati Bhavan, l'ancienne résidence des vice-rois, sur la colline Raisina. Les bâtiments du Secrétariat, qui abrite des ministères du gouvernement de l'Inde, flanquent Rashtrapati Bhavan au nord et au sud du Rajpath. Sansad Bhavan, le bâtiment circulaire du Parlement créé par Herbert Baker, est situé juste au nord-est de Rashtrapati Bhavan, sur Sansad Marg.
Au nord, Connaught Place est un large zone commerciale circulaire inspiré de Piccadilly Circus. Douze routes partent de Connaught Place, dont le Janpath.

### Architecture

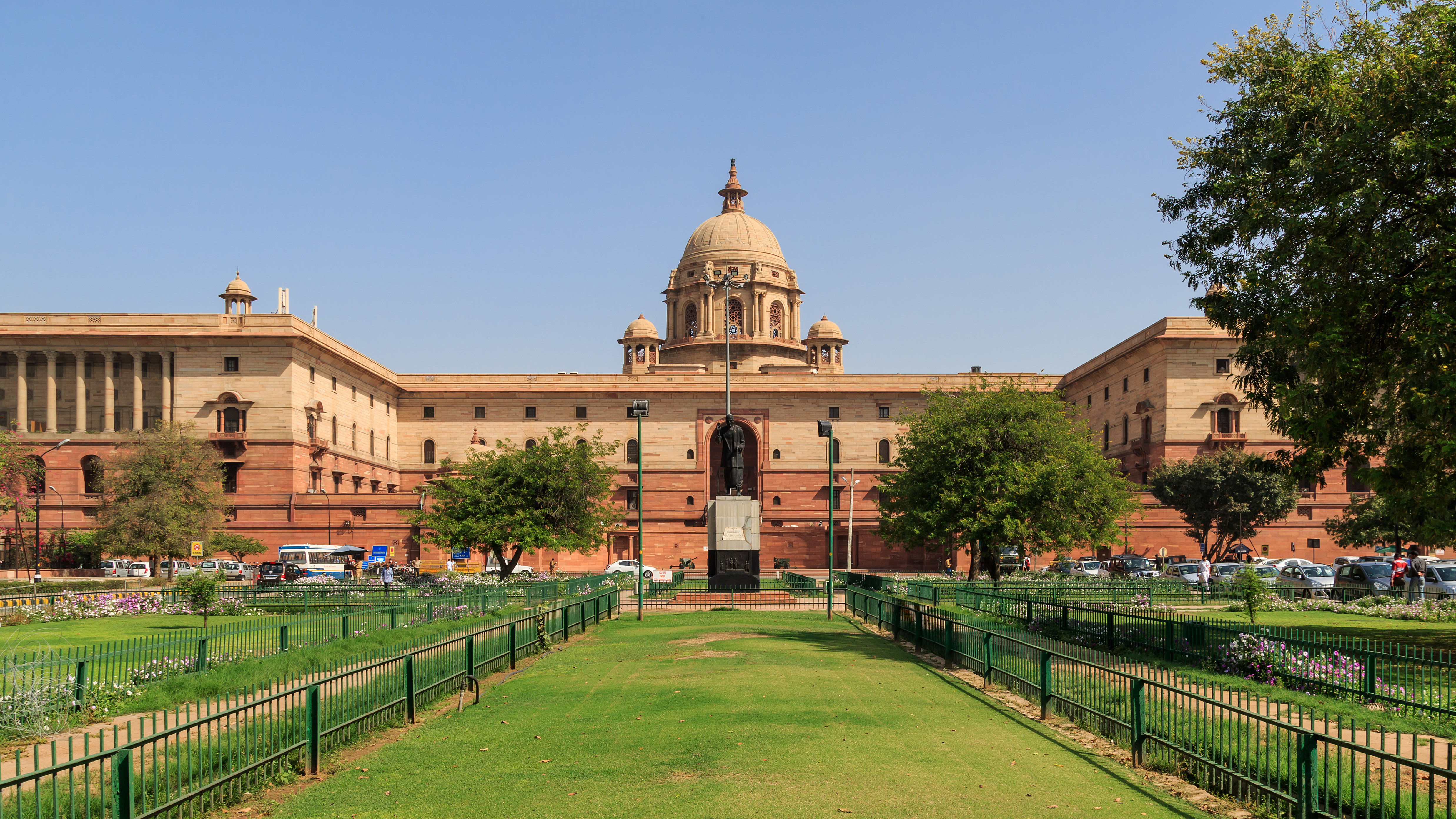
Édifice nord du Secrétariat.

Comme le plan de la ville, l'architecture de New Delhi a été choisie pour symboliser la puissance britannique,,, ce qui a influencé la prise en compte et l'application des symbologies et influences des architectures indiennes,.
L'architecture de New Delhi est ainsi un mélange de styles britannique et indigène, comme l'illustrent l'utilisation de grès beige et rose pour les nombreux bâtiments officiels et la construction de jardins d’inspiration moghole. Pour Jack Cardiff, la nouvelle ville se devait d'être « ni sarrasine, ni britannique mais résolument indienne, retenant les motifs de la vieille ville, mais les dignifiant d’une nouvelle austérité. »

### Patrimoine
Outre les édifices datant de la construction de la ville par les Britanniques, New Delhi compte un riche patrimoine hérité des empires précédents. Le Qûtb Minâr, datant du XIIe siècle, est par exemple le plus haut minaret d'Inde et le troisième plus haut au monde ; il fait partie du complexe de la mosquée Quwwat-ul-Islam datant du sultanat de Delhi. Le mausolée de Humayun (XVIe siècle) abrite la tombe de l'empereur moghol Humayun. Enfin, Jantar Mantar est observatoire astronomique construit au XIIIe siècle par le maharaja de Jaipur Jai Singh II.
Outre ces monuments, New Delhi compte également des édifices construit plus récemment. C'est notamment le cas de musées comme le Musée national ou le musée national d'Art moderne, mais également d'édifices liés à l'histoire récente de l'Inde : Gandhi Smriti, où le Mahatma Gandhi passa les derniers 144 jours de sa vie et où il fut assassiné le 30 janvier 1948, ou Teen Murti Bhavan, ancienne résidence du premier Premier ministre de l'Inde Jawaharlal Nehru et aujourd'hui un musée consacré à l'histoire du mouvement pour l'indépendance
New Delhi abrite également le temple du Lotus, un des principaux temples de la religion bahá’íe.

## Démographie et culture
New Delhi compte 248 998 habitants, mais fait partie intégrante du territoire de Delhi qui, avec 16,3 millions d'habitants, est la deuxième agglomération d'Inde après Mumbai.
Le hindi et le pendjabi sont les deux principales langues parlées à New Delhi.
L'hindouisme est la religion de 83,8 % de la population de New Delhi. On compte également 6,3 % de musulmans, 5,4 % de sikhs, 1,1 % de jains et 0,9 % de chrétiens.
Le statut de capitale de la ville fait que les fêtes nationales (fête de la République, fête de l'Indépendance, Gandhi Jayanti) y sont particulièrement importantes. Le 15 août, fête de l'Indépendance, les habitants ont l'habitude de faire voler des cerfs-volants, considérés comme symbole de liberté. Le 26 janvier, pour la fête de la République, une parade militaire a lieu sur le Rajpath,.
Chaque année ont lieu le festival de musique de Qutb, le festival international de la mangue ainsi que de nombreuses célébrations religieuses.

## Politique et administration
New Delhi constitue une des trois municipalités du territoire de la Capitale nationale de Delhi, dont elle est le chef-lieu.
Elle est administrée par le Conseil municipal de New Delhi (New Delhi Municipal Council ou NDMC), qui comprend un président, trois membres désignés par l'Assemblée législative de Delhi, deux membres nommés par le ministre en chef de Delhi et cinq membres nommés par le gouvernement central indien.

## Transports

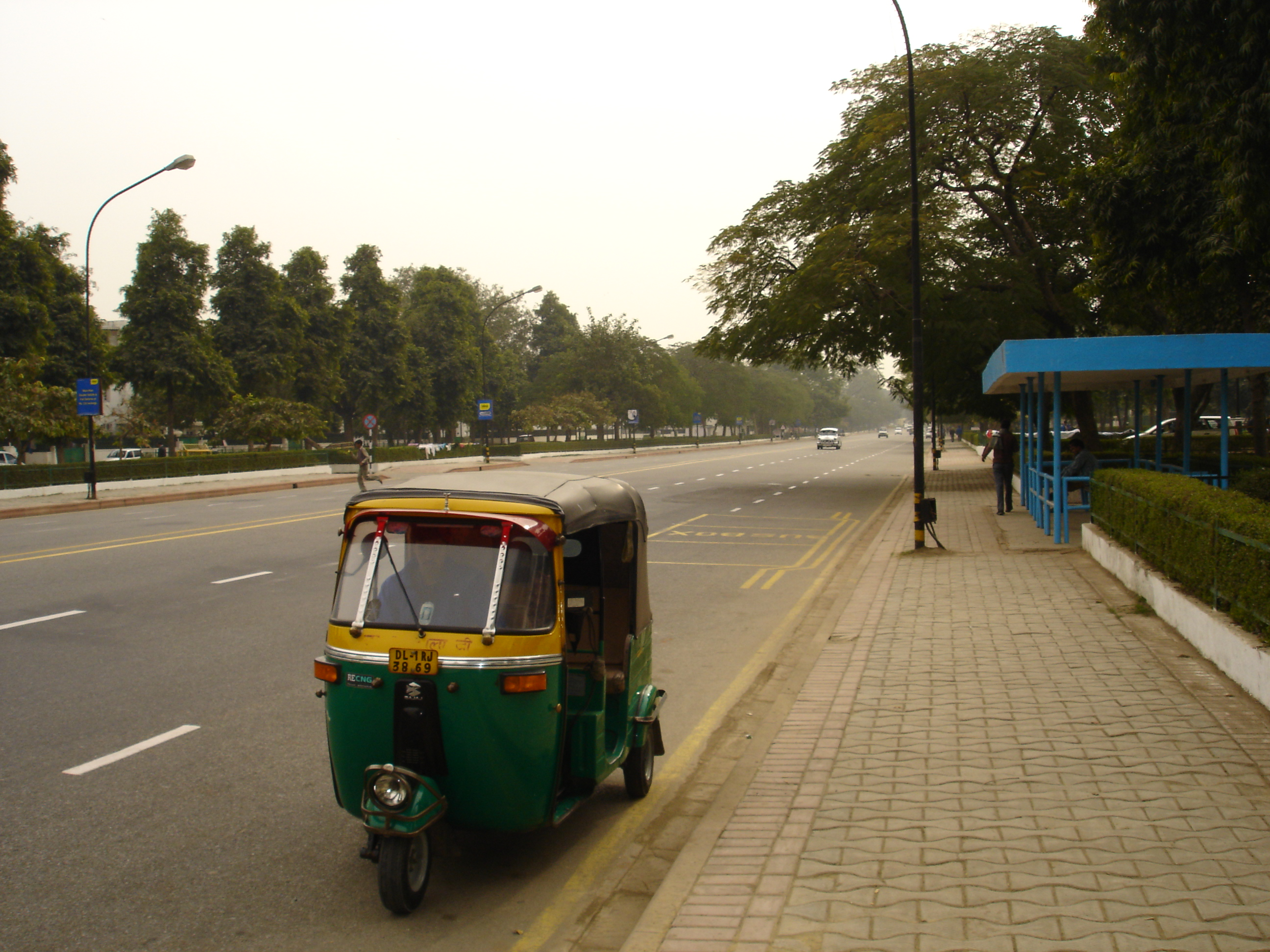
Comme dans toutes les villes indiennes, les auto rickshaws sont un moyen de transport très utilisé.

Ville planifiée, New Delhi bénéficie de larges avenues pour son trafic routier, dont l'entretien est de la compétence du conseil municipal de New Delhi.
New Delhi est desservie par les transports en commun de Delhi : la Delhi Transport Corporation gère les bus de l'agglomération et la Delhi Metro Rail Corporation gère le métro de Delhi, ouvert en 2002 et dont quatre lignes desservent New Delhi.
La gare de New Delhi est la principale gare de l'agglomération de Delhi ainsi que l'une des plus importantes d'Asie. Elle est desservie par les Indian Railways.
L'aéroport international Indira-Gandhi est le premier aéroport indien aussi bien en nombre de voyageurs qu'en frêt, devant l'aéroport international Chhatrapati-Shivaji de Bombay.

## Environnement

### Pollution de l'air
New Delhi a été désignée par l'Organisation mondiale de la santé (OMS) comme la ville la plus polluée du monde en 2015, dans une liste de 1 600 métropoles. Début novembre 2019, la concentration de particules fines PM2,5 atteint 810 microgrammes par mètre cube d'air, alors que l'OMS recommande de ne pas dépasser 25 en moyenne journalière. L'AFP rapporte que « nombre d'habitants se plaignaient de problèmes à la gorge et aux yeux. Beaucoup tentaient de se protéger avec des masques. » La ville connaît chaque année des épisodes très violents de pollution de l'air, dus à la circulation automobile, aux rejets industriels et aux fumées des brûlis agricoles dans les régions voisines. La pollution de l'air à New Delhi retire en moyenne 10 ans d'espérance de vie à chaque habitant.
D'après la journaliste Sophie Landrin : « la pollution est un démultiplicateur d’inégalités sociales. Il suffit de se balader dans les rues pour visualiser les strates de la société. Les rickshaws, les vendeurs de rue, les ramasseurs d’ordures, les gardiens d’immeubles vivent en permanence en extérieur, sans aucune protection. Un masque de moyenne qualité coûte 300 roupies (3,80 euros), une fortune pour ceux qui vivent avec moins de 4 000 roupies (50 euros) par mois. Les riches Delhiites respirent le même air, mais habitent les quartiers verts de New Delhi, bordés de parcs, équipent leurs appartements de purificateurs et portent des masques. Ils évitent les exercices en extérieur et fréquentent les salles de sport, travaillent dans des bureaux où l’air est filtré, et s’échappent en week-end. »
La pollution de l'air a aggravé sensiblement la pandémie de Covid-19 : l'Association médicale indienne estime que 13 % des cas de Covid-19 à New Delhi sont liés à la pollution de l'air.
Le problème s'accentue encore durant la décennie 2012-2022 avec une augmentation de 25 % des décès dus à la pollution extérieure. La moyenne annuelle sur vingt-quatre heures de concentration de particules PM2 à Delhi est de 110 μg/m3, quand l’OMS recommande de ne pas dépasser le seuil de 5 µg/m3. Le gouvernement de Narendra Modi et les autorités régionales se renvoient la responsabilité de cette situation, sans jamais mener de vraies politiques de santé publique. Une étude du Center for Policy Research soutient que l'apathie des autorités est due en partie aux conflits d’intérêts au sein des deux organes chargés de la lutte contre la pollution (State Pollution Control Board et Pollution Control Committee), composés en majorité de représentants de "pollueurs potentiels".

### Déchets
Dans la banlieue orientale de New Delhi, la décharge de Ghazipur, la montagne de déchets la plus élevée de l'Inde, s’élève à plus de 60 mètres et s'étend sur une superficie équivalente à 40 terrains de football, tout en avançant de 10 mètres par an. Environ 2 000 tonnes de poubelles y sont déchargées chaque jour. En 2018, de fortes précipitations ont causé l'effondrement d'une partie de la montagne, tuant deux personnes. Elle est également à l'origine de maladies et d'odeurs nauséabondes. Les deux autres principales décharges de la ville sont Okhla et Narela-Bawana. Ces ordures dégagent du méthane du fait de leur pourriture, et prennent parfois feu, libérant des gaz toxiques.

## Économie
Connaught Place, l'un des plus importants centres commerciaux et financiers d'Inde du Nord et d'Asie, est situé au nord de New Delhi. Le gouvernement a longtemps été le premier employeur à New Delhi, mais le secteur des services gagne en importance en raison de la présence d'une force de travail qualifiée et parlant anglais qui attire de nombreuses multinationales. Les secteurs les plus représentés sont les technologies de l'information, les télécommunications, l'hôtellerie, la banque, les médias et le tourisme.
La ville compte plus de 6,3 millions de « migrants de l'intérieur », des travailleurs très pauvres issus des campagnes et venus en ville afin de trouver du travail. Ils effectuent généralement les tâches d'entretien dans les parcs public, travaillent sur les chantiers de construction, où des femmes notamment, malgré leur allure chétive, portent sur la tête des kilos de gravats ou de matériaux. Beaucoup également deviennent vendeurs de rue, ramasseurs de poubelles, conducteurs de rickshaws à pédale, etc. D'après le journal Le Monde, « Ces migrants, qui travaillent pour quelques centaines de roupies par mois, s’entassent dans des bidonvilles miséreux. Les familles les plus infortunées se retrouvent à même le trottoir et envoient les enfants mendier auprès des automobilistes. Ils ne survivent que grâce aux repas fournis chaque jour par les associations caritatives, notamment devant les hôpitaux. Des colonnes de personnes faméliques se forment chaque jour le long de la route au moment de la distribution. »

## Personnalités liées
- Sucharita Tyagi, scénariste, critique de cinéma, réalisatrice vidéo et ancienne animatrice radio indienne.

## Jumelage
- Belgrade (Serbie),
- Chicago (États-Unis),
- Washington (États-Unis),
- Londres (Angleterre),
- Moscou (Russie),
- Tokyo (Japon),
- Oulan-Bator (Mongolie),
- Séoul (Corée du Sud),
- Kuala Lumpur (Malaisie),
- Lamta (Tunisie),

## Galerie

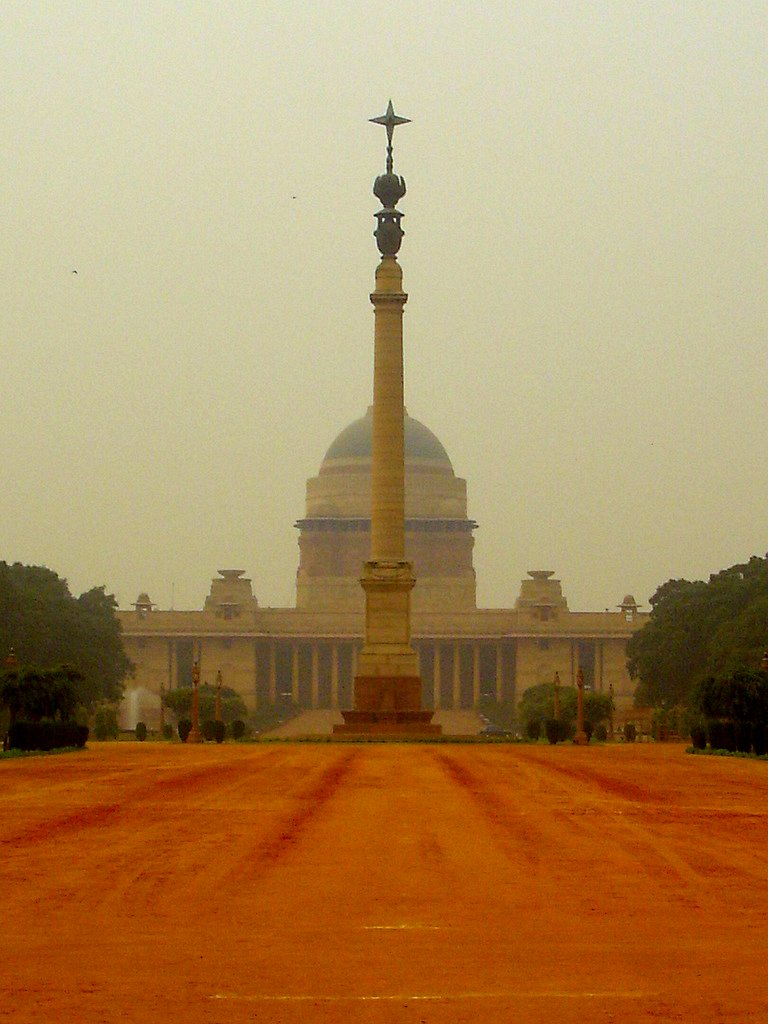
Rashtrapati Bhavan
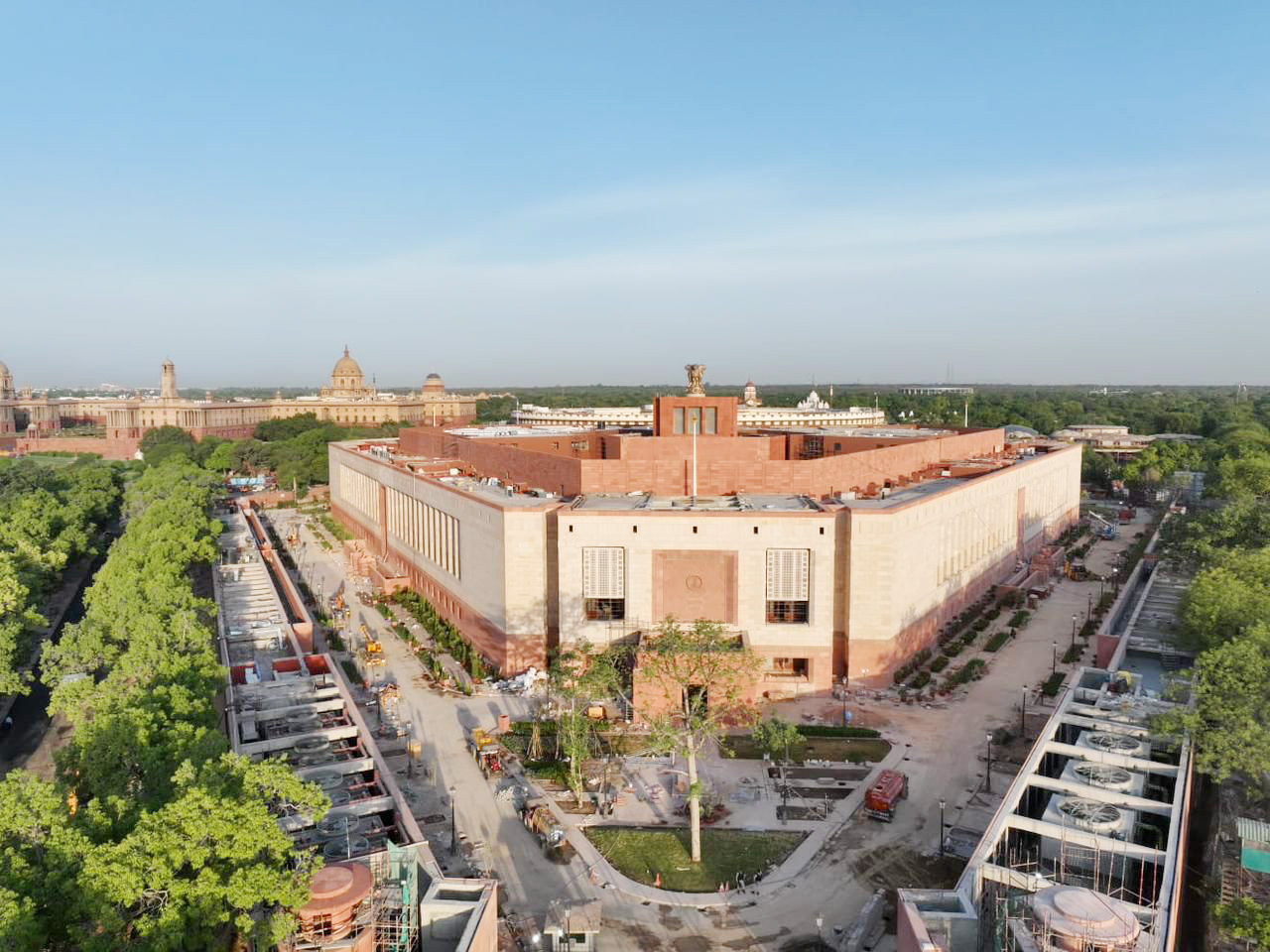
Sansad Bhavan
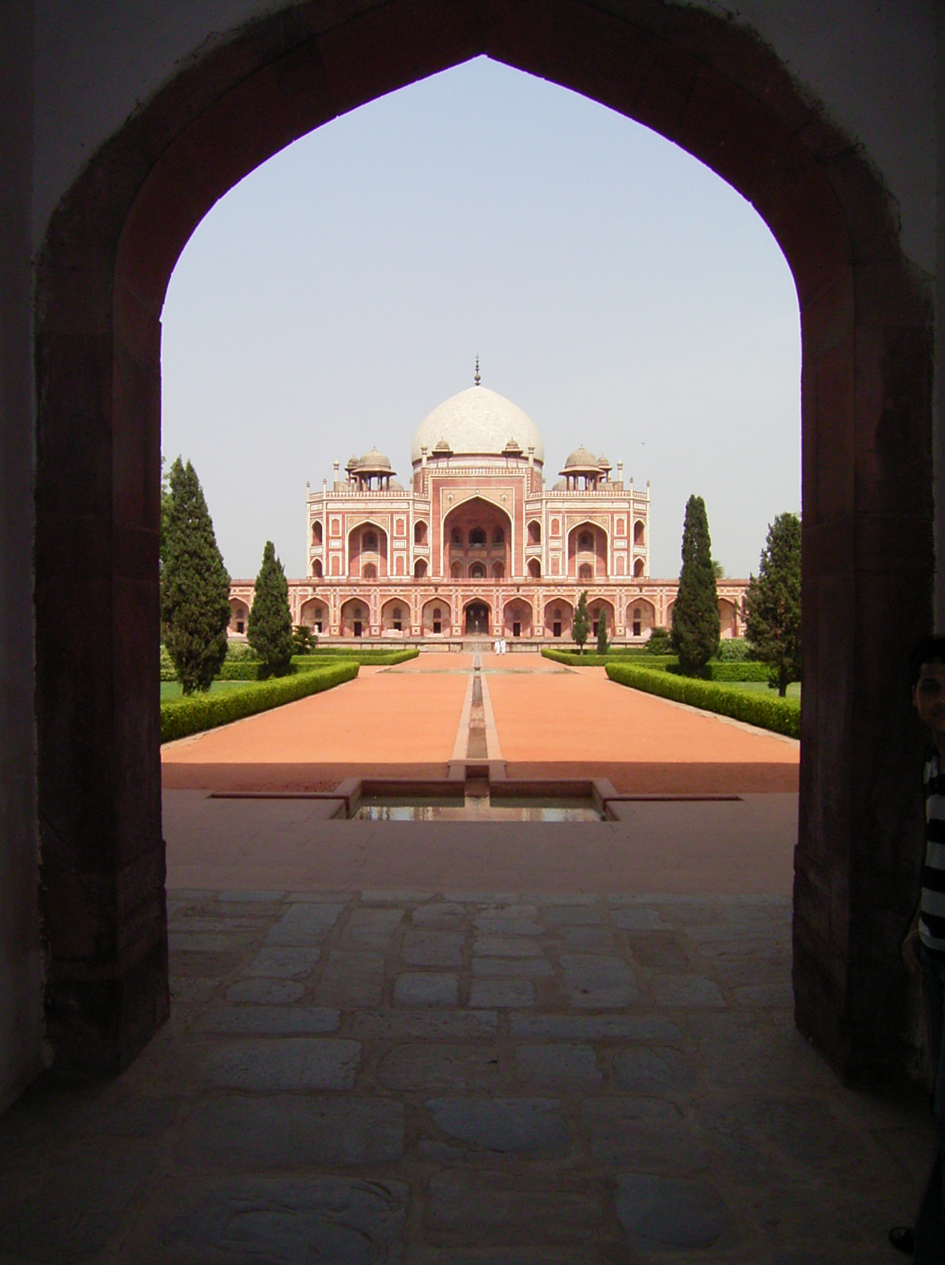
La tombe d'Humâyûn
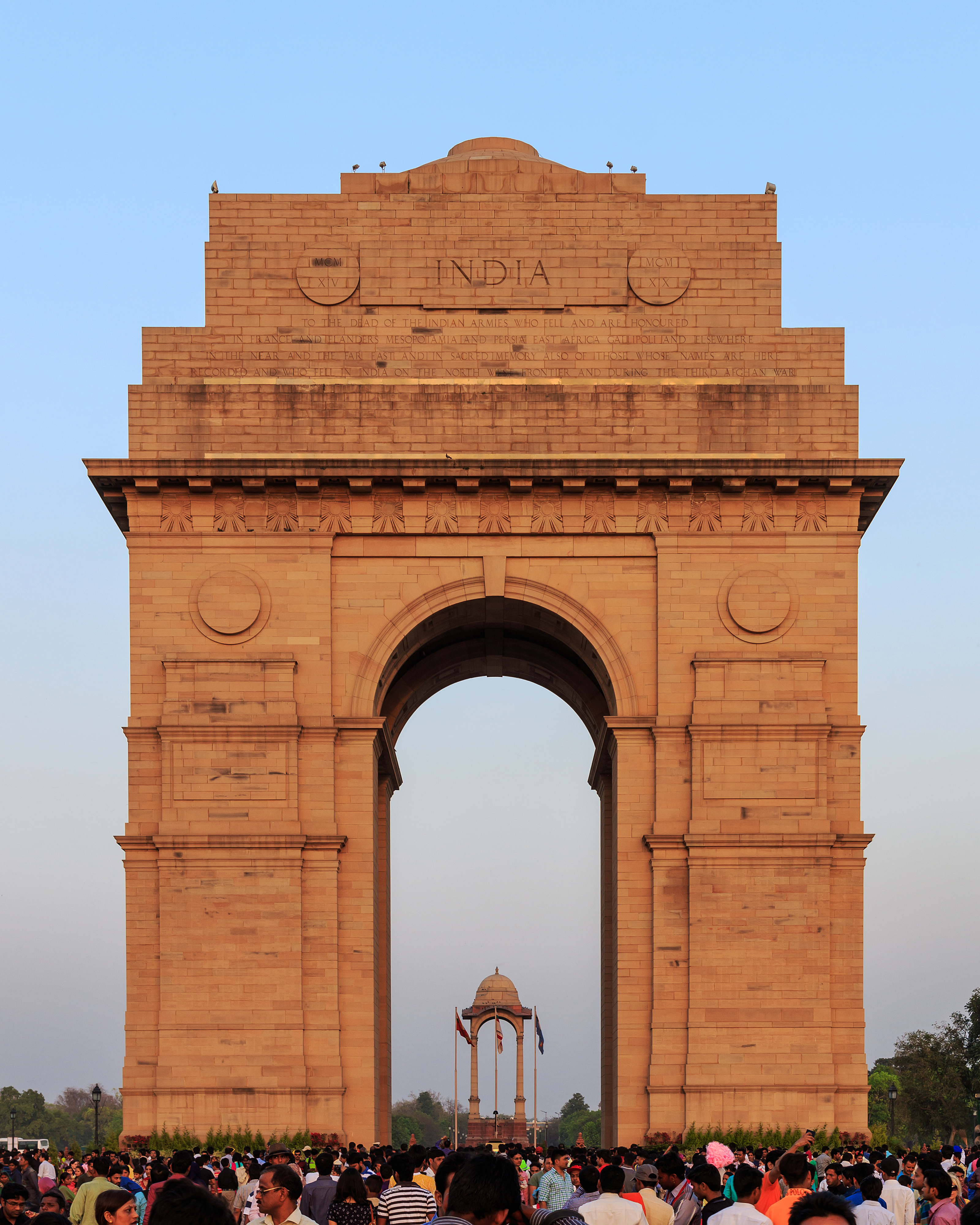
La porte de l'Inde
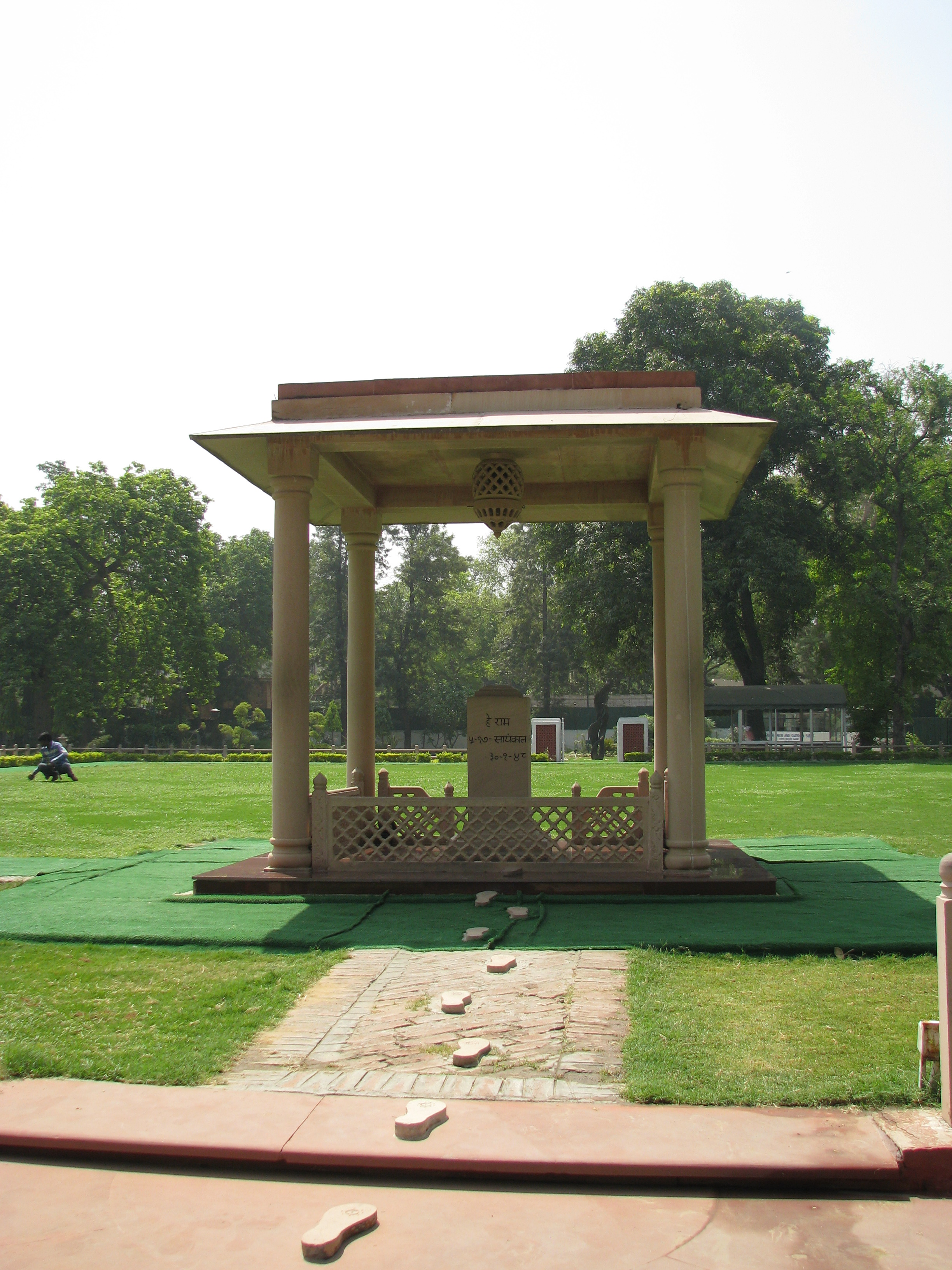
Colonne du martyre, lieu où a été assassiné le Mahatma Gandhi
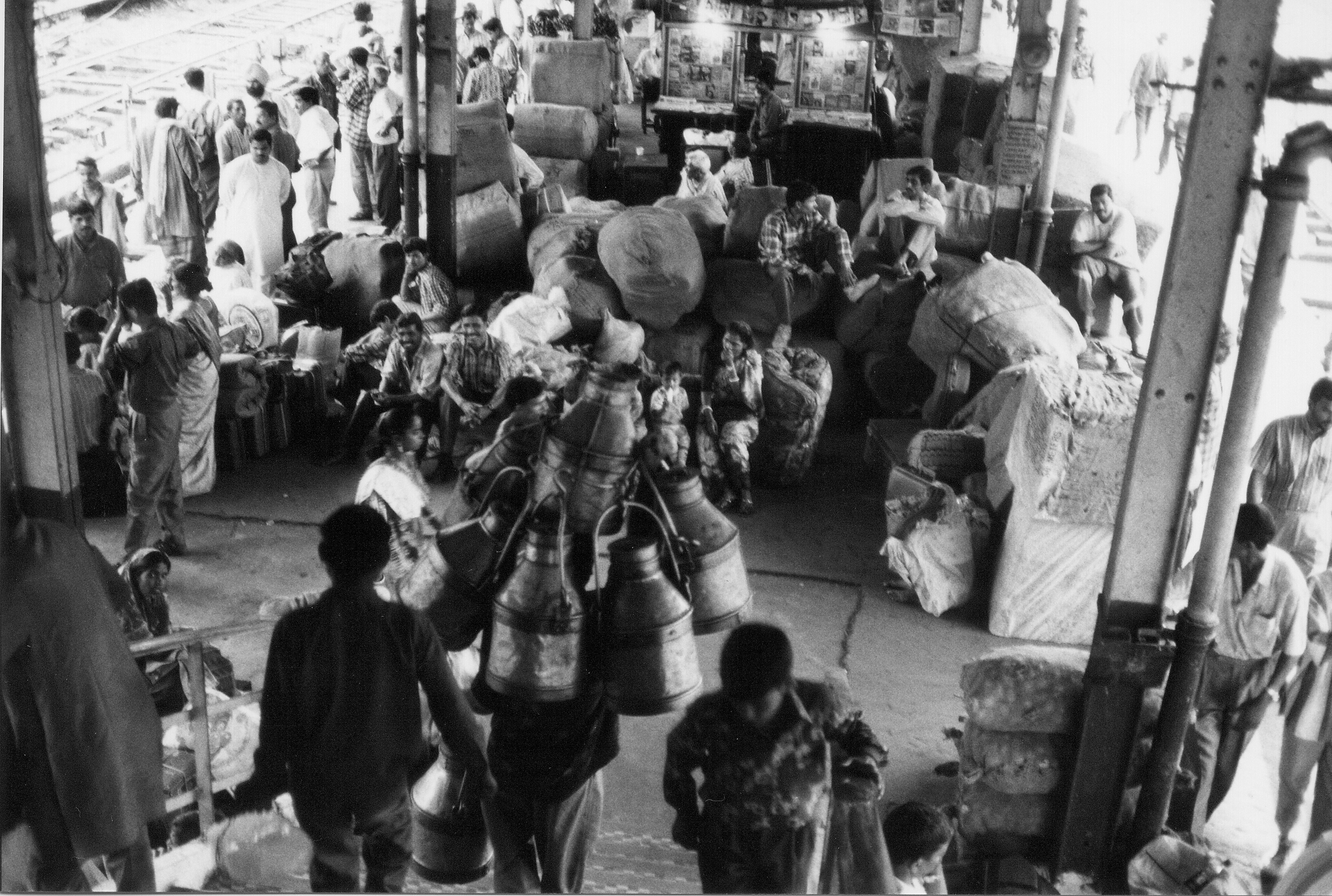
La gare de New Delhi en 1995
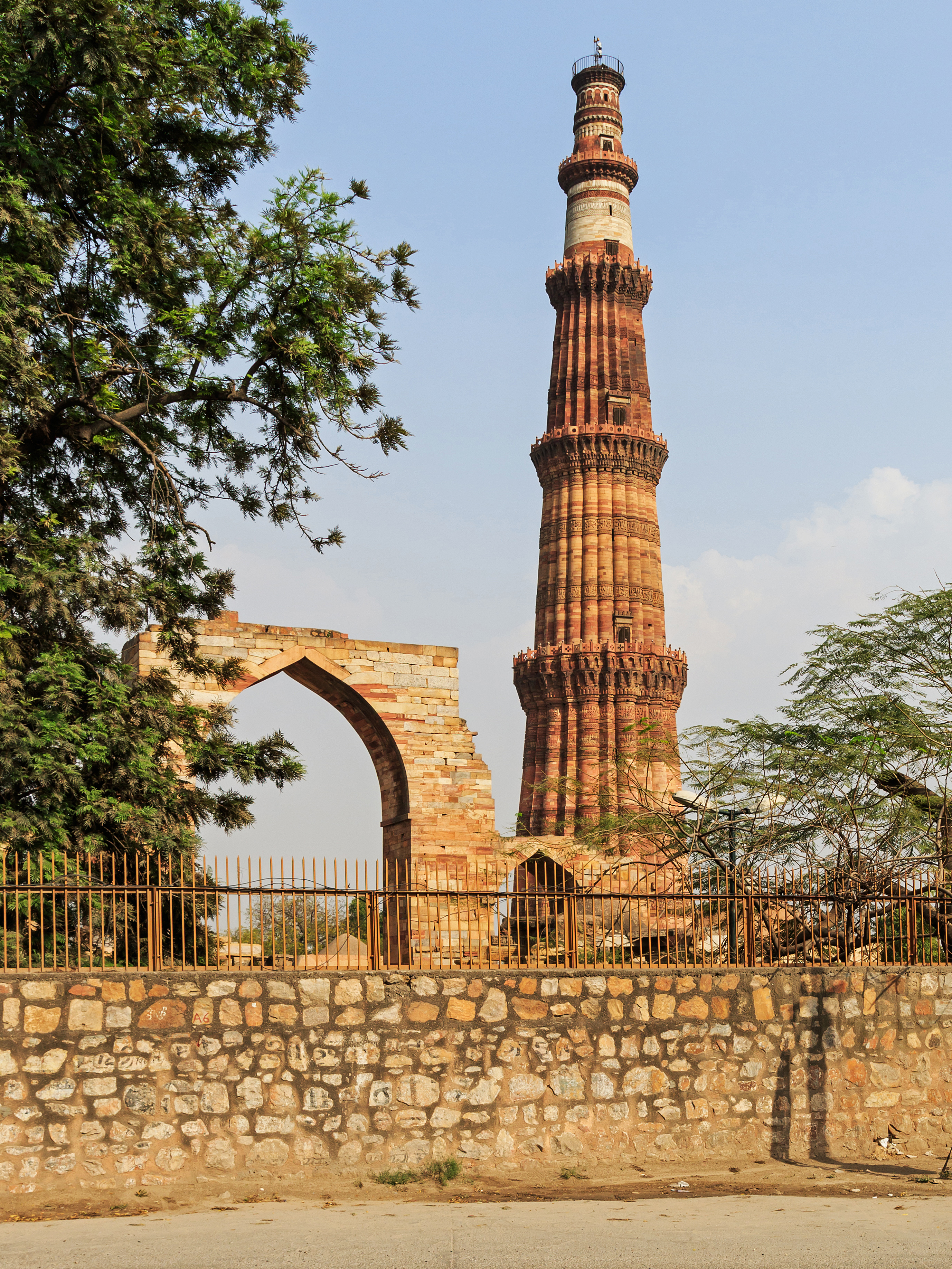
Le Qûtb Minâr
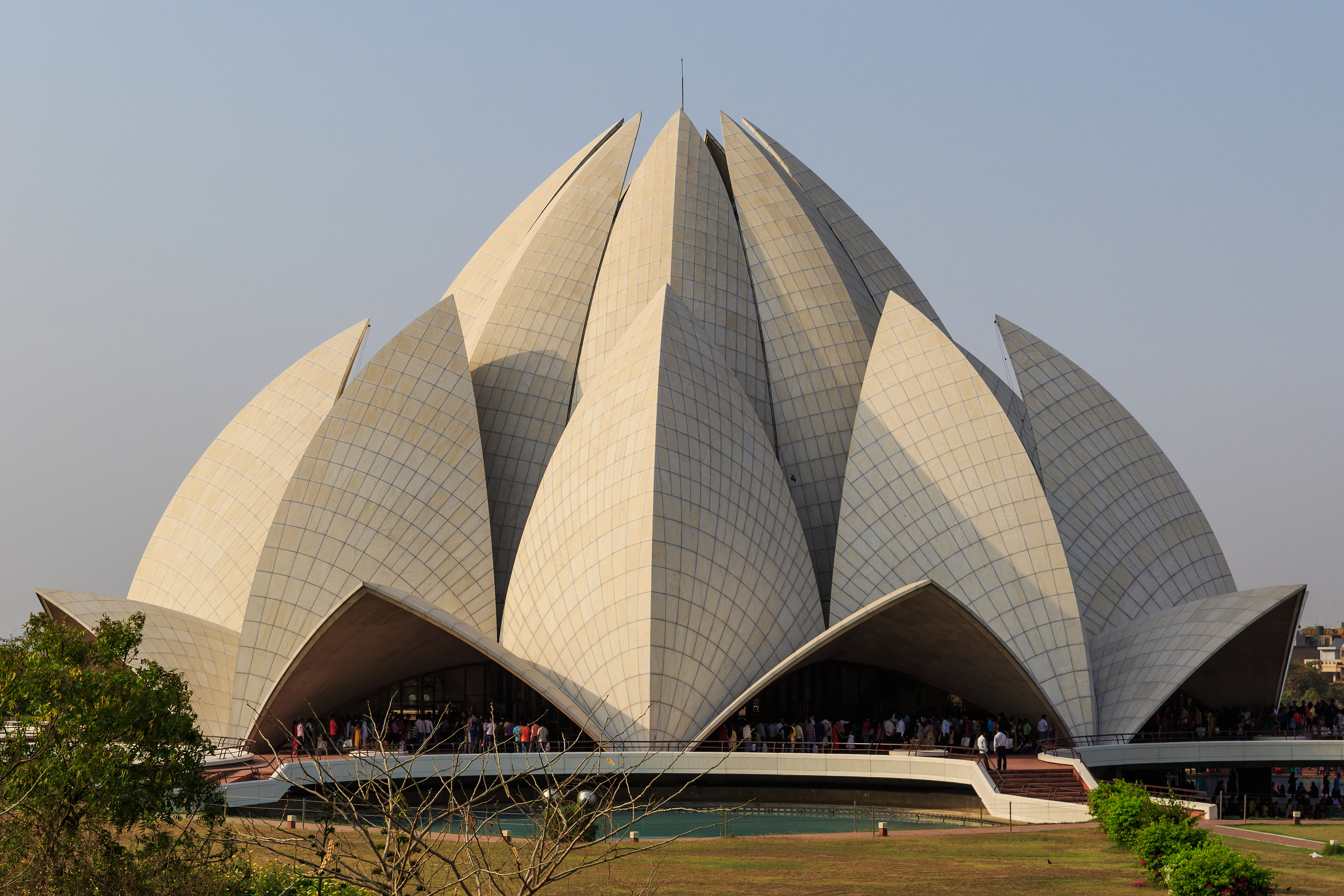
Le temple du Lotus
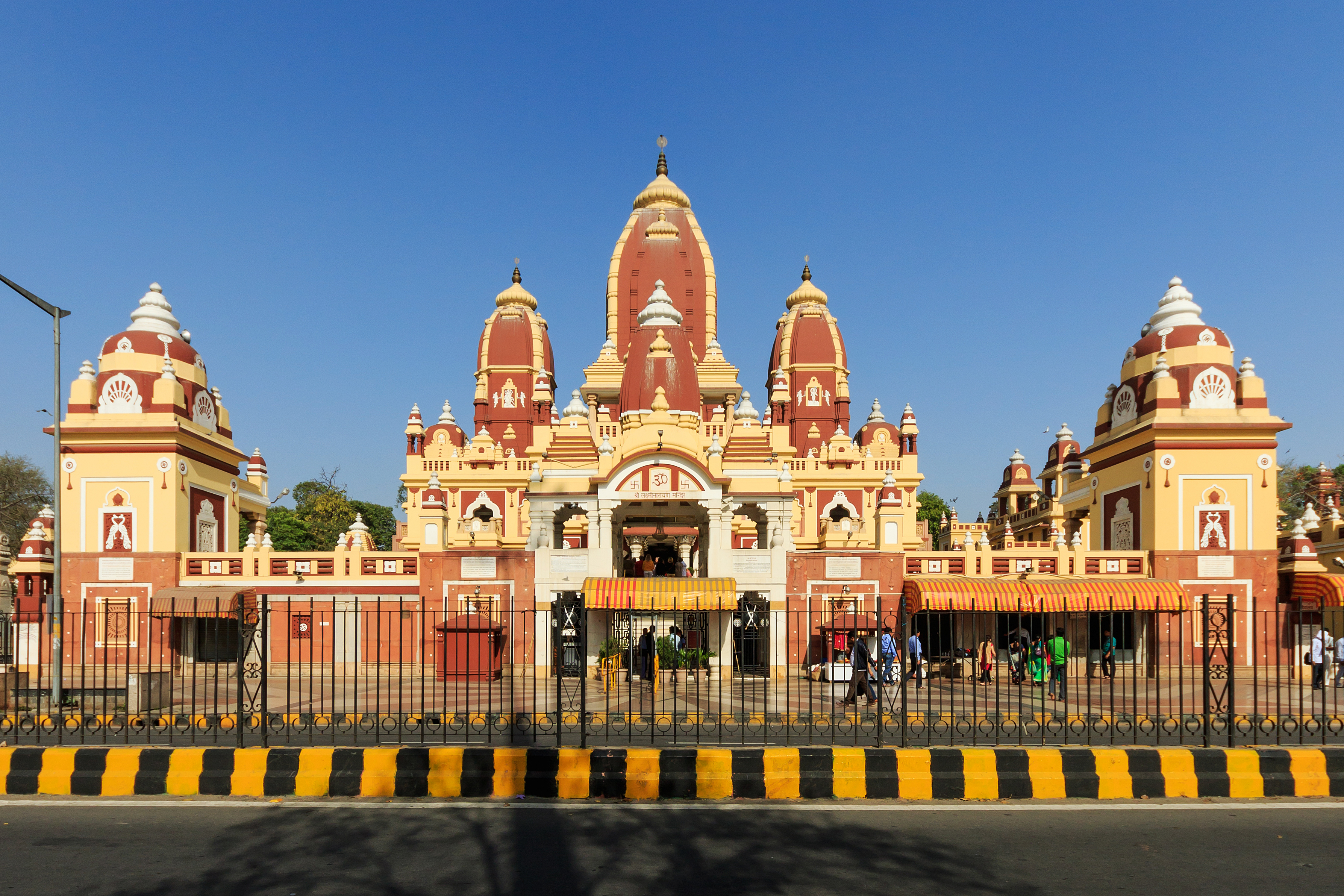
Le temple de Laxminarayan
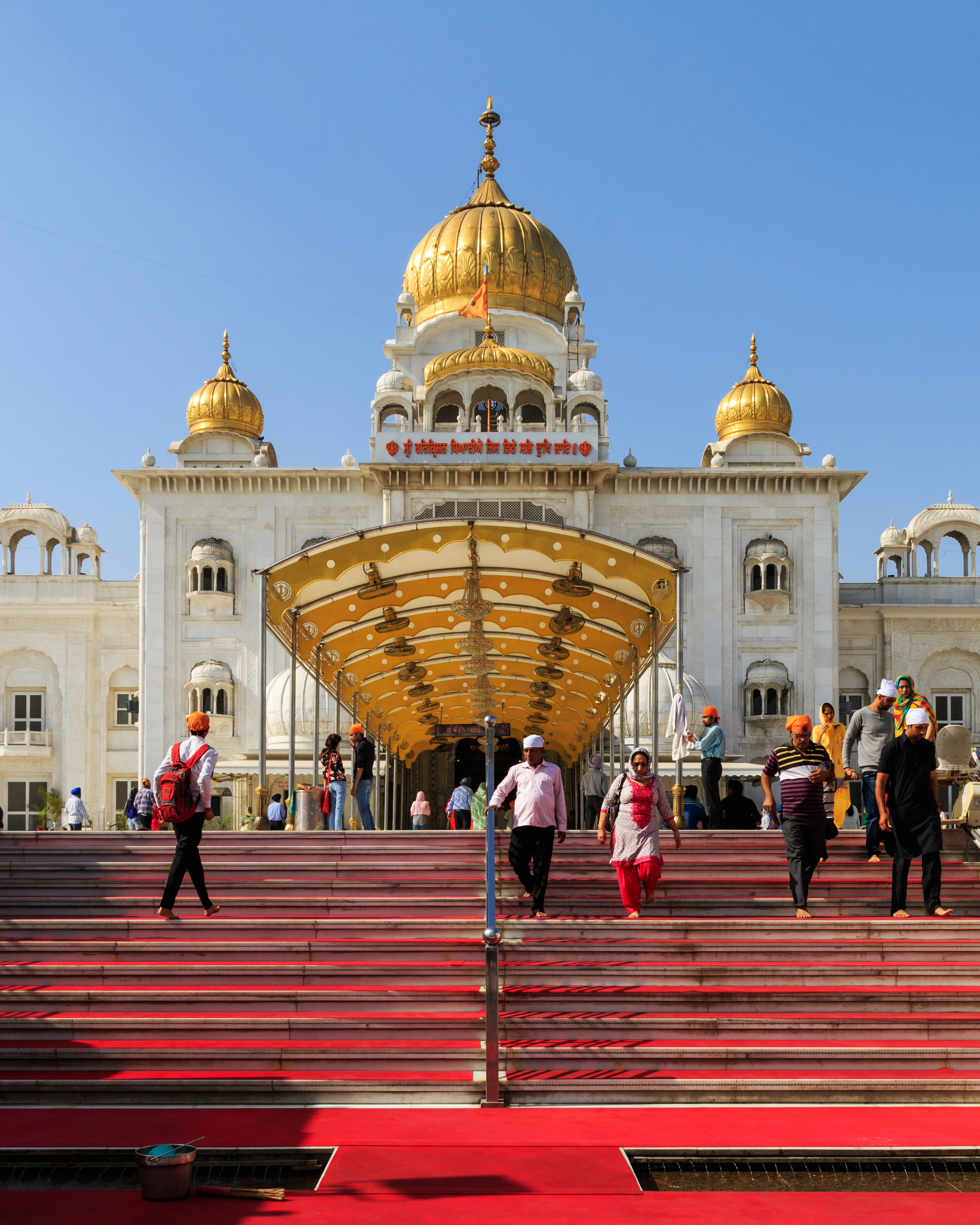
La gurdwara Bangla Sahib
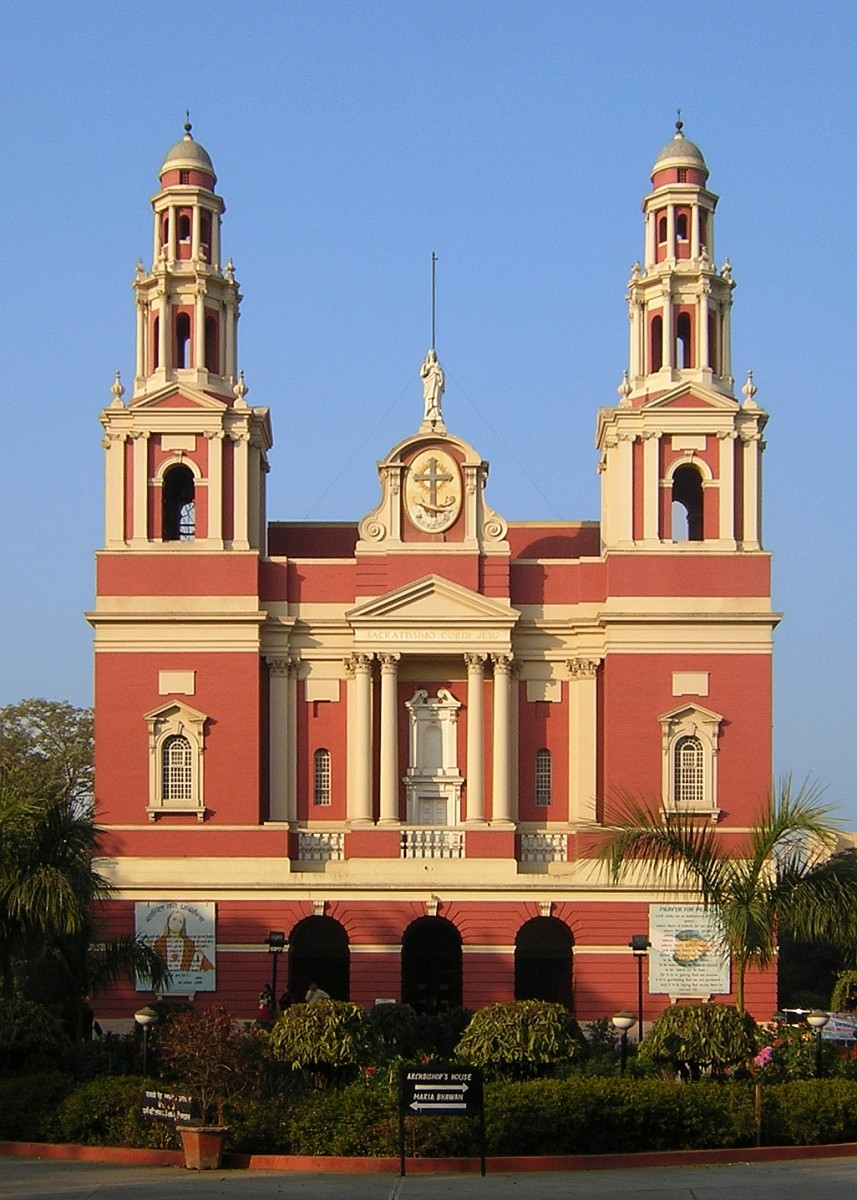
La cathédrale du Sacré-Cœur, de style italianisant